# Sheikh Kamal
Sheikh Kamal, né le  5 août 1949 et mort le 15 août 1975 à Dacca, est le fils aîné de Sheikh Mujibur Rahman, président et père fondateur du Bangladesh, et de Sheikh Fazilatunnesa Mujib.

## Biographie

### Jeunesse et formation
Kamal obtient son diplôme de l'école Shaheen de Dacca en 1967 et le Higher Secondary Certificate Examination de l'université de Dacca en 1969. Il est secrétaire général de la ligue Chatra à l'université. Pratiquant le sitar à Chhayanaut, une école de musique, il est également impliqué dans diverses activités culturelles et sportives. 

### Guerre d'indépendance
Pendant la guerre de libération du Bangladesh, Kamal sert dans l'armée du Bangladesh. En 1971, Kamal est l'un des organisateurs de la guérilla de Mukti Bahini, comme aide de camp du commandant en chef, le général Osmani (en).

### Indépendance
Après l'indépendance, il quitte l'armée pour retourner à l'université de Dhaka où il obtient son diplôme avec mention en sociologie. Quelques jours avant son décès tragique, Kamal obtient sa maîtrise en sociologie de l'université de Dhaka[réf. souhaitée]. 
Le 14 juillet 1975, il épouse une athlète, Sultana Ahmad, qui est la première femme « bleue » (récompense sportive) de l'université de Dacca. Il est alors perçu comme le successeur potentiel de son père.
Kamal, sportif passionné, est amateur de cricket, de volley-ball et d'autres sports. en 1972, il fonde l'Abahani Limited Dhaka, un club sportif populaire du Bangladesh qui a remporté de nombreux championnats locaux.
Le 15 août 1975, Kamal est assassiné avec son père et le reste de sa famille présente ce jour-là et les membres du personnel. Ses deux sœurs, Sheikh Rehana et Sheikh Hasina se trouvant en Allemagne de l'Ouest à l'époque, échappent au massacre.

## Hommages
L'un des terrains de l'académie du stade international de criquet à Cox's Bazar, dans le district du même nom au Bangladesh, porte son nom Le pont Shaheed Sheikh Kamal sur la rivière Andharmanik a aussi été nommé en son honneur. Le stade Sheikh-Kamal, à Nilphamari a été rebaptisé le 12 novembre 2017,.